# Bung Sidom
Bung Sidom is een bestuurslaag in het regentschap Aceh Besar van de provincie Atjeh, Indonesië. Bung Sidom telt 202 inwoners (volkstelling 2010).